# Compresie inteligentă a datelor
Smart Data Compression este un format de date GIS comprimat dezvoltat de ESRI. Stochează toate tipurile de date despre caracteristici și atribuie informații împreună ca o structură de bază a datelor. Formatul SDC este utilizat în produsele ESRI, cum ar fi ArcGIS StreetMap, ArcIMS Route Server, RouteMAP IMS, ArcGIS Business Analyst și ArcMobile SDK.
Raporturile de compresie variază de la 8x la 20x în funcție de sursa de date și structură. Datele SDC sunt optimizate pentru afișarea rapidă a hărților, rutare precisă și geocodificare de înaltă performanță.
Smart Data Compression este un format proprietar. Întrebările frecvente pentru RouteServer IMS ale ESRI notează că seturile de date suplimentare pentru acea aplicație trebuie pregătite de o filială ESRI la un cost suplimentar. Tehnologia SDC a fost dezvoltată de Software Technologies, partener ESRI în Rusia. Tele Atlas și NAVTEQ oferă seturi de date comerciale comerciale nord-americane în format SDC. Aceste date au fost pregătite folosind Data Development Kit Pro (DDK Pro), pe care ESRI îl licențiază pentru a selecta furnizori.
Termenul Smart Data și idee a fost inventat și creat de dr. James A Rodgers, profesor la Universitatea Indiana din Pennsylvania și James A George, aproximativ „Strategia de optimizare a performanțelor întreprinderilor de date inteligente”.